# Діана Амфт
Діана Амфт (нар. 7 листопада 1975, Гютерсло) — німецька акторка кіно і телебачення. Вона відома роллю Гретхен Хаас (нім. Gretchen Haase) в Doctor's Diary RTL.

## Біографія
Діана Амфт народилася в Гютерсло. Її батько був двірником. Вона виросла в Герцеброк-Кларгольці, після школи працювала у відео-бібліотеці. Вона закінчила свою професійну освіту в якості судового клерка в Амтсгеріхте Реда-Віденбрюк. Вона брала уроки співу в Білефельді і безуспішно подала заявку на навчання в Фолькванг Хохшуле в Ессені.
Вона була прийнята в Schauspielschule Zerboni в Мюнхені, коли їй було двадцять років, і, після виступів в театрі, вона получила свої перші ролі на телебаченні в 1999 році.
Амфт стала більш відомою після її ролі Інкен у фільмі Дівчата зверху, який був несподівано успішним, і його продовження Дівчата зверху — знову. У 2002 році фільм Knallharte Jungs, в якому вона була провідною актрисою, виграв Deutscher Comedypreis як кращий фільм. Вона вважає свою провідну роль в серії Doctor's Diary як прорив.

## Фільмографія
| Рік       |   | Українська назва                            | Оригінальна назва                              | Роль                                       |
| --------- | - | ------------------------------------------- | ---------------------------------------------- | ------------------------------------------ |
| 1999      | ф | Невинні бестії                              | Unschuldige Biester                            | Каті                                       |
| 2000      | ф |                                             | Auszeit                                        | Бланка                                     |
| 2000      | ф | Любов на Майорці 2                          | Eine Liebe auf Mallorca 2                      | Сюзан Сандер                               |
| 2001      | ф | Любов на Майорці 3                          | Eine Liebe auf Mallorca 3                      | Сюзан Сандер                               |
| 2001      | ф | Дівчата зверху                              | Mädchen Mädchen!                               | Інкен                                      |
| 2001      | с |                                             | Der Ermittler                                  | Лотте Янсен                                |
| 2001      | с |                                             | Zwei Männer am Herd                            | Доротея Шёнберг                            |
| 2002      | с | Ідеальный корабель                          | Das Traumschiff                                | Патриція Бергер                            |
| 2002      | ф | Нові мурахи в штанах                        | Knallharte Jungs                               | Майя Парадіс                               |
| 2002      | с | Іменем закону                               | Im Namen des Gesetzes                          | Наталі Шелл                                |
| 2002      | с | Одне діло на двох                           | Ein Fall für zwei                              | Катаріна / Лара                            |
| 2003      | ф |                                             | Ganz und gar                                   | Алекс                                      |
| 2003      | с | Звичаї                                      | Die Sitte                                      | Піа Фарук                                  |
| 2004      | ф |                                             | Vernunft & Gefühl                              | Наталі Шульц                               |
| 2004      | ф | Дівчата знову зверху                        | Mädchen, Mädchen 2 - Loft oder Liebe           | Інкен                                      |
| 2005      | ф |                                             | Princes(s)                                     | Стелла                                     |
| 2005      | ф | Д’Артаньян і три мушкетера                  | D'Artagnan et les trois mousquetaires          | Констанція Буанасьє                        |
| 2005      | с | Кримінальний кросворд                       | SOKO Kitzbühel                                 | Хелен Траунер                              |
| 2005      | с | Спецзагін «Кобра»                           | Alarm für Cobra 11 - Die Autobahnpolizei       | Наталі                                     |
| 2005      | ф | Коли приходить любов                        | Wen die Liebe trifft…                          | Наталі Шульц / Бергер                      |
| 2000—2006 | с | Спеціальна комісія                          | SOKO 5113                                      | Ельмут Сідель / Лена Силбер / Стефані Камп |
| 2007      | с | Час казки на каналі «ProSieben»             | Die ProSieben Märchenstunde                    | Фроні                                      |
| 2007      | ф | Внутріщнні цінності                         | Innere Werte                                   | жінка-поліцейсбкий Пахульке                |
| 2007      | ф |                                             | Der geheimnisvolle Schwiegersohn               | Грета                                      |
| 2008      | с | Утта Данелла                                | Utta Danella                                   | Франциска                                  |
| 2008      | с |                                             | Maja                                           | Майя Мия Мюллер                            |
| 2008      | ф |                                             | Zwei Zivis zum Knutschen                       | медсестра Еллен                            |
| 2010      | ф | Невидимий дотик                             | Kein Geist für alle Fälle                      | Яна Шубер                                  |
| 2010      | ф | Любов і інші делікатеси                     | Liebe und andere Delikatessen                  | Франка Лаут                                |
| 2010      | ф | Бісові футболісти                           | Teufelskicker                                  | мати Моріца                                |
| 2010      | ф | Бик і селюки                                | Der Bulle und das Landei                       | Каті                                       |
| 2008—2011 | с | Щоденник доктора                            | Doctor's Diary - Männer sind die beste Medizin | доктор Маргарита «Гретхен» Хазе            |
| 2011      | ф | Неожиданно толстый                          | Plötzlich fett                                 | Ева Бранд                                  |
| 2011      | ф | Бик і селюки — Бэби Блюз                    | Der Bulle und das Landei - Babyblues           | Каті Бівер                                 |
| 2012      | ф | Свіжовижатий                                | Frisch gepresst                                | Андреа Шнідт                               |
| 2012      | ф | А зверху сипле мокрий сніг                  | Obendrüber da schneit es                       | Міріам Кірш                                |
| 2013      | ф | Готель «Білий кінь»: Тобі краще не співати! | Im weißen Rössl – Wehe Du singst!              |                                            |
| 2014      | ф | Ми робимо це заради грошей                  | Wir tun es für Geld                            | Инес                                       |
| 2014      | ф | ССімейка вампірів 2                         | Die Vampirschwestern 2                         | Урсула                                     |